# Mathilde Wurm
Mathilde Wurm (Fráncfort del Meno, 30 de septiembre de 1874-31 de marzo o 1 de abril de 1935) fue una política, trabajadora social y periodista alemana. Representó al Partido Socialdemócrata de Alemania (SPD) y al Partido Socialdemócrata Independiente de Alemania (USPD) en el Reichstag, la cámara baja del parlamento alemán, de 1920 a 1933.

## Trayectoria
Wurm nació como Mathilde Adler en 1874 en una familia judía en Fráncfort del Meno. Se mudó a Berlín y comenzó a trabajar como trabajadora social en 1896. Estaba especialmente interesada en ayudar a las niñas a recibir formación profesional, lo que la llevó a cofundar  en Berlín el primer servicio de formación y asesoramiento para mujeres que abandonaran los estudios. En 1904 se casó con Emanuel Wurm, periodista que más tarde se dedicó a la política.
Wurm estuvo involucrada en círculos socialistas desde muy pronto y militó durante varios años en el Partido Socialdemócrata de Alemania. Tras casarse, trabajó principalmente como periodista y participó en el movimiento de mujeres del SPD, a través del que mantuvo correspondencia regular con Rosa Luxemburgo, Clara Zetkin y Luise Kautsky. En 1919 fue elegida miembro del Ayuntamiento de Berlín. Cuando su marido murió en 1920, Mathilde asumió su asiento en el Ministerio de Alimentación del Reichstag bajo el Partido Socialdemócrata Independiente de Alemania. 
Wurm conservó su escaño en el Reichstag, ya como miembro del SPD ya del USPD, hasta la disolución de la República de Weimar en 1933. Durante 1922 y 1923 editó la revista del USPD Die Kämpferin (La luchadora), más tarde llamada Die Gleichheit (Igualdad), y aunque no era religiosa, fue activa en la comunidad judía de Berlín hasta 1924.

### Exilio
Cuando Adolf Hitler llegó al poder en 1933, Wurm permaneció en Alemania para defender a sus electores aunque su hogar fue confiscado y tuvo que pasar a menudo la noche en un tren. En mayo de 1933 abandonó Alemania y se trasladó a Suiza, donde vivió con su hermana Josephine Cohn durante ocho meses. Se ganó la vida como mecanógrafa antes de mudarse a Londres el 3 de febrero de 1934 para visitar a su sobrino Arthur Campbell. En Londres, vivió con su colega también activista política y emigrada Dora Fabian.

### Muerte
Wurm y Fabian fueron encontradas muertas en su apartamento en el número 12 de Great Ormond Street, en el barrio de Bloomsbury, el 4 de abril de 1935. Se supo que habían muerto el 31 de marzo o el 1 de abril de 1935. Aunque parecía un suicidio, las muertes se consideraron sospechosas.
El caso fue cubierto por la prensa británica y se publicó que era un doble suicidio por envenenamiento con barbital. Por las sospechosas circunstancias que rodearon la muerte y la falta de un motivo, algunos observadores sugirieron que habían sido asesinadas por agentes de la Gestapo, pero la investigación del forense dio como resultado un veredicto de "suicidio en estado de demencia". 